# 제임스 휴이시
제임스 휴이시(영어: James Hewish)는 오스트레일리아의 쇼트트랙 심판이다.
2002년 동계 올림픽, 2006년 동계 올림픽, 2010년 동계 올림픽 등에서 쇼트트랙 심판을 맡았으나 여러 차례의 오심과 편파 판정 논란에 휩싸였다.
2002년 동계 올림픽 남자 쇼트트랙 1,500m 경기에서 1위로 들어온 대한민국의 김동성 선수에게 미국의 아폴로 안톤 오노 선수의 진로를 방해했다는 이유로 실격 판정을 내렸다.

## 2004년 ISU 3차 월드컵
2004년 ISU 3차 월드컵에서 가장 먼저 골인한 대한민국 남자 대표팀이 상대를 밀쳤다며 실격 처리, 미국이 금메달을 획득했다.

## 2006년 ISU 세계쇼트트랙 선수권 대회 남자 500m 결승
2006년 ISU 세계쇼트트랙 선수권 대회 남자 500m 결승에서 은메달을 딴 안현수 선수를 실격 처리했다.

## 2006년 동계 올림픽 여자 1000m
2006년 동계 올림픽 여자 1000m에서 최은경 선수가 양양A의 진로를 방해했다며 실격 처리, 중국이 동메달을 획득했다.

## 2007년 이탈리아 밀라노 월드컵
2007년 이탈리아 밀라노 월드컵 남자 1500m에서 가장 먼저 골인한 송경택 선수의 손이 오노의 얼굴에 닿았다고 실격 처리, 미국이 금메달을 획득했다.
2008년 ISU 2차 월드컵 여자 1000m에서 가장 먼저 골인한 진선유 선수의 몸이 상대 선수에게 닿았다고 실격 처리, 중국이 금메달을 획득했다.

## 2010년 동계 올림픽
2010년 동계 올림픽 남자 1000m 순위결정전(Final B)에서 성시백 선수를 실격 처리했다.

## 2010년 동계 올림픽 2010년 동계 올림픽 쇼트트랙
2010년 동계 올림픽 쇼트트랙 여자 계주에서 중국 팀의 선수를 밀쳤다는 이유로 한국 팀에게 실격 판정을 내렸다.
한국 선수에게 석연치 않은 실격 판정을 반복하여 한국 네티즌들은 분노했다. 일부 네티즌은 다음 아고라에 제임스 휴이시 퇴출 성명을 냈다.